# Cuspide (odontoiatria)
Le cuspidi dei denti sono delle salienze di smalto che si vedono sui denti. Gli incisivi non hanno cuspidi perché finiscono con un margine detto "margine incisale", ma tutti gli altri denti le hanno: il canino ne ha 1, i premolari 2, ed i molari 4 o 5 (raramente di più o di meno). Esse compaiono nella faccia occlusale del dente.
Le cuspidi possono essere situate nella metà vestibolare del dente, oppure in quella linguale; il solco che divide questi due gruppi è detto solco intercuspidale mesio-distale.
A seconda di come le varie cuspidi articolano con le cuspidi dei denti antagonisti, distinguiamo:cuspidi lavoranti, o di stampo o di centrica (palatali superiori e vestibolari inferiori);
cuspidi bilancianti, o di taglio o eccentriche o trancianti (linguali inferiori e vestibolari superiori).
Ciò che contraddistingue i due gruppi è la funzione masticatoria esercitata: mentre le cuspidi di stampo esercitano (con le fosse e le creste antagoniste) una funzione triturante sul cibo come potrebbe essere, per esempio, quella svolta da un pestello in un mortaio le cuspidi di taglio si comportano con le cuspidi di stampo antagoniste come le lame di una forbice, 
favorendo il taglio dei cibi in pezzi più facili da triturare.
Questa azione di taglio risulta tanto maggiore quanto più esse passano vicine alle cuspidi di stampo antagoniste sul lato di lavoro, cuspidi con le quali, tuttavia, non devono mai entrare in contatto durante i vari movimenti mandibolari, per non creare interferenze.

## Cuspidi lavoranti o di stampo
Sono le palatali superiori e le vestibolari inferiori.
Risultano particolarmente importanti per la stabilità dell'occlusione, poiché il loro contatto con fosse e creste antagoniste assicura l'assenza di movimenti orizzontali (frequenti nelle parafunzioni). Purtroppo, specie nella modellazione in cera delle protesi fisse, moltissimi tecnici ne riducono spesso drasticamente le dimensioni o il tipo di contatto, trasferendo in questo modo parte delle loro funzioni a quelle di taglio, meno adatte a sopportare i carichi. Ciò considerato, quindi, si definiscono di seguito alcune caratteristiche morfologiche generali (spesso dimenticate!) delle cuspidi di stampo:
- Sono più grandi di quelle di taglio e costituiscono il 60% circa della superficie occlusale dei denti cuspidati, contro il 40% di quelle di taglio.
- La loro importanza è evidente anche all'analisi della distribuzione dei carichi masticatori: in genere, infatti, risultano situate in corrispondenza dell'asse dentale, quindi sono in grado di trasmettere le forze all'osso sottostante in direzione più verticale di quelle di taglio.
- Anche se analizzate rispetto all'asse dentale si rivelano più basse di quelle di taglio, in realtà l'inclinazione dei denti rispetto alla cresta le rende più alte rispetto al piano occlusale.
- Sono più tondeggianti di quelle di taglio.

## Cuspidi bilanciati o di taglio
Sono quelle vestibolari nei denti superiori, quelle linguali negli inferiori.
Le caratteristiche di queste cuspidi sono complementari a quelle definite per le cuspidi di stampo.
- Sono più piccole di quelle di stampo e costituiscono il 40% circa della superficie occlusale dei denti cuspidati.
- Risultano situate in posizione eccentrica rispetto all'asse dentale (quindi non sono in grado di trasmettere le forze all'osso sottostante in direzione molto verticale).
- Se analizzate in base all'inclinazione dei denti rispetto alla cresta, sono più basse di quelle di stampo.
- Il loro punto di contatto con le cuspidi di stampo antagoniste si trova a metà circa del versante cuspidale di contatto, il quale risulta sempre convesso, mai concavo.
- Sono più appuntite delle cuspidi di stampo.